# Ystadspartiet
Ystadspartiet (YP) var ett lokalt politiskt parti som var registrerat för val till kommunfullmäktige i Ystads kommun. Partiet har beskrivits som invandrarkritiskt och att ha sina rötter i Ny demokrati. Ordförande och fullmäktigeledamot 2002 var Kjell Andersson.

## Valresultat
| År   | Röster | %    | Mandat |
| ---- | ------ | ---- | ------ |
| 1998 | 333    | 2,14 | 1 / 49 |
| 2002 | 272    | 1,71 | 1 / 49 |
| 2006 | 213    | 1,25 | 0 / 49 |